# Dalia Contreras
Dalia María Contreras Rivero (Cabudare, 20 de septiembre de 1983) es una deportista venezolana que compitió en taekwondo.
Participó en dos Juegos Olímpicos de Verano en los años 2004 y 2008, obteniendo una medalla de bronce en Pekín 2008 en la categoría de –49 kg. En los Juegos Panamericanos de 2003 consiguió una medalla de plata
Ganó dos medallas de bronce en el Campeonato Mundial de Taekwondo, en los años 2001 y 2003, y una medalla de oro en el Campeonato Panamericano de Taekwondo de 2000.

## Palmarés internacional
| Juegos Olímpicos        | Juegos Olímpicos                  | Juegos Olímpicos  | Juegos Olímpicos |
| Año                     | Lugar                             | Medalla           | Categoría        |
| ----------------------- | --------------------------------- | ----------------- | ---------------- |
| 2008                    | Pekín (China)                     | Medalla de bronce | –49 kg           |
| Campeonato Mundial      |                                   |                   |                  |
| Año                     | Lugar                             | Medalla           | Categoría        |
| 2001                    | Jeju (Corea del Sur)              | Medalla de bronce | –47 kg           |
| 2003                    | Garmisch-Partenkirchen (Alemania) | Medalla de bronce | –47 kg           |
| Juegos Panamericanos    |                                   |                   |                  |
| Año                     | Lugar                             | Medalla           | Categoría        |
| 2003                    | Santo Domingo (Rep. Dominicana)   | Medalla de plata  | –49 kg           |
| Campeonato Panamericano |                                   |                   |                  |
| Año                     | Lugar                             | Medalla           | Categoría        |
| 2000                    | Oranjestad (Aruba)                | Medalla de oro    | –47 kg           |